# Oceanborn
Oceanborn ist das zweite Album der finnischen Metal-Band Nightwish. Es erschien am 7. Dezember 1998.

## Titelliste
1. Stargazers – 4:28
2. Gethsemane – 5:21
3. Devil & the Deep Dark Ocean – 4:46
4. Sacrament of Wilderness – 4:12
5. Passion and the Opera – 4:50
6. Swanheart – 4:44
7. Moondance – 3:31
8. The Riddler – 5:16
9. The Pharao Sails to Orion – 6:26
10. Walking in the Air – 5:28
11. Sleeping Sun[2] – 4:02 / Nightquest[3] – 4:16
12. Passion and the Opera (Single Edition)[4]

## Singleauskopplungen

### Sacrament of Wilderness
Sacrament of Wilderness wurde am 26. November 1998 als Split-Single veröffentlicht. Außer dem Lied von Nightwish sind die Titel „The Crow and the Warrior“ von Darkwoods My Betrothed und „Burning Flames Embrace“ von Eternal Tears of Sorrow enthalten. Sacrament of Wilderness schaffte es bis auf Platz eins der finnischen Single-Charts. Das dazugehörige Musikvideo wurde am 13. November 1998 gedreht.

### Walking in the Air
Mit Walking in the Air erschien 1999 die erste „echte“ Nightwish-Single (alle bisher erschienenen CDs waren Split-Singles). Neben einer stark gekürzten Version des Titelstücks enthält sie die B-Seite „Nightquest“ und „Tutankhamen“ vom vorherigen Album Angels Fall First.

### Sleeping Sun (4 Ballads of the Eclipse)
Zusammen mit „Walking in the Air“, „Swanheart“ und „Angels Fall First“ wurde der neue Titel „Sleeping Sun“ erstmals 1999 auf einer EP namens Sleeping Sun – 4 Ballads of the Eclipse veröffentlicht.

### Passion and the Opera
Passion and the Opera erschien nur als Promo-Single. Neben einer gekürzten Version des Liedes ist „Sacrament of Wilderness“ enthalten.

## Hintergrundinformationen

### Lieder
Das gesamte Album ist mit Titeln wie „Gethsemane“ religiös geprägt. „The Pharao Sails to Orion“ beginnt mit dem Exodus-Vers 10,28: 

“Get away from me! Take heed to thyself and see my face no more! For in the day Thou see my face Thou shalt die.”

„Geh von mir und hüte dich, dass du mir nicht mehr vor die Augen kommst; denn an dem Tage, da du mir vor die Augen kommst, sollst du sterben.“

Auf „Devil & The Deep Dark Ocean“ und „The Pharao Sails to Orion“ wirkt als Gastsänger Tapio Wilska mit, der zwischenzeitlich Sänger von Finntroll war.
„Passion and the Opera“ ist musikalisch bemerkenswert, da dort im Gesang eine Koloratur verwendet wird, welche musikalisch denen aus Mozarts Oper Die Zauberflöte ähnlich ist.
„Moondance“ war bis zum Album Dark Passion Play aus dem Jahr 2007 das einzige Instrumentalstück, das es bis dato jemals auf ein Nightwish-Album geschafft hat. Gitarrist Emppu Vuorinen war dagegen, das Lied aufzunehmen, aber schließlich setzte Tuomas Holopainen seinen Willen durch.
„Walking in the Air“ ist eine Cover-Version von Howard Blake.
„Sleeping Sun“ ist der Sonnenfinsternis vom 11. August 1999 in Zentraleuropa gewidmet. Komponist Tuomas Holopainen war beauftragt worden, eine nicht zu lange, eingängige Ballade zu diesem Ereignis zu schreiben. Der Song und das dazugehörige Musikvideo trugen dazu bei, dass Nightwish vor allem in Deutschland an großer Popularität gewannen.
„Nightquest“ handelt von der Band selbst: In den Strophen werden alle Bandmitglieder beschrieben (außer Sami Vänskä, da dieser noch nicht in der Band war, als das Lied geschrieben wurde).

### Cover
Das ursprüngliche Cover der von Spinefarm veröffentlichten Fassung ist recht dunkel gehalten und zeigt eine im Wasser liegende Frau in einem Hochzeitskleid, die vom Mond beschienen wird. Außerdem ist eine Eule zu erkennen, die ein Pergament in ihren Krallen hält. Das Motiv bezieht sich auf den Song „Devil & The Deep Dark Ocean“. Es ist aber nicht ganz klar, ob dieser als Titeltrack fungieren sollte. Zieht man das Drakkar-Cover hinzu (s. u.), scheint ein Bezug auf „Gethsemane“ unter Umständen sogar naheliegender.
Auf allen Versionen, die von Drakkar Entertainment veröffentlicht wurden, wurde dieses Coverbild jedoch durch ein neues ersetzt, welches zwar dieselben Motive zeigt, aber in eher hellen Farben gezeichnet ist.

### Auszeichnungen für Musikverkäufe
In Finnland erreichten sowohl das Album selbst als auch alle regulären Singles (Sacrament of Wilderness, Walking in the Air und Sleeping Sun – 4 Ballads of the Eclipse) Goldstatus. In Deutschland kam Oceanborn auf Platz 74, Sleeping Sun auf Platz 69.
| Land/Region     | Auszeichnungen für Musikverkäufe (Land/Region, Auszeichnung, Verkäufe) | Verkäufe |
| --------------- | ---------------------------------------------------------------------- | -------- |
| Finnland (IFPI) | Platin                                                                 | 68.971   |
| Insgesamt       | 1× Platin ·                                                            | 68.971   |